# Білозірка (балка)
Білозірка — балка (річка) в Україні у Баштанському й Миколаївському та Херсонському районах Миколаївської й Херсонської областей.

## Опис
Довжина річки приблизно 84,85 км, найкоротша відстань між витоком і гирлом — 63,85  км, коефіцієнт звивистості річки — 1,33 . Формується багатьма балками та загатами.

## Розташування
Бере початок на південно-західній стороні від селища Перемога. Тече переважно на південний схід і на північно-східній околиці селища Білозерка впадає у озеро Біле.
Населені пункти вздовж берегової смуги: Новоолександрівка, Білозірка, Заводське, Квітневе, Киселівка, Максимівка, Вавилове, Центральне, Шмідтове, Новокиївка, Крутий Яр, Клапая, Знам'янка, Зорівка.

## Цікаві факти
- У XIX столітті по всій довжині балки існувало багато водяних та вітряних млинів[2].
- Між селом Білозіркою та селищем Заводське балку перетинає автошлях Т 1508 (автомобільний шлях територіального значення в Миколаївській області. Проходить територією Миколаївському та Баштанського районів через Калинівку — Снігурівку), а біля селища Білозерка — Т 1501 (автомобільний шлях територіального значення в Херсонському районі Херсонської області та Миколаївському районі Миколаївської області)[1].